# York (Karolina Południowa)
York – miasto w Stanach Zjednoczonych, w stanie Karolina Południowa, w hrabstwie York.